# Palouse River
Der Palouse River ist ein Nebenfluss des Snake River in den US-Bundesstaaten Washington und Idaho. Er fließt über 167 mi (269 km) südwestwärts vorwiegend durch die Palouse-Region des südöstlichen Washington. Er ist Teil des Columbia River Basin, des Einzugsgebiets des Columbia River, da der Snake River, in den er mündet, selbst ein Nebenfluss des Columbia ist.
Der Canyon, durch den er fließt, wurde von einem Zweig der katastrophalen Missoula-Fluten während der letzten Eiszeit geschaffen. Die Missoula-Fluten schwappten über das nördliche Columbia Plateau und flossen in den Snake River; dort gruben sie den heutigen Verlauf des Flusses in wenigen Jahrtausenden.

## Verlauf

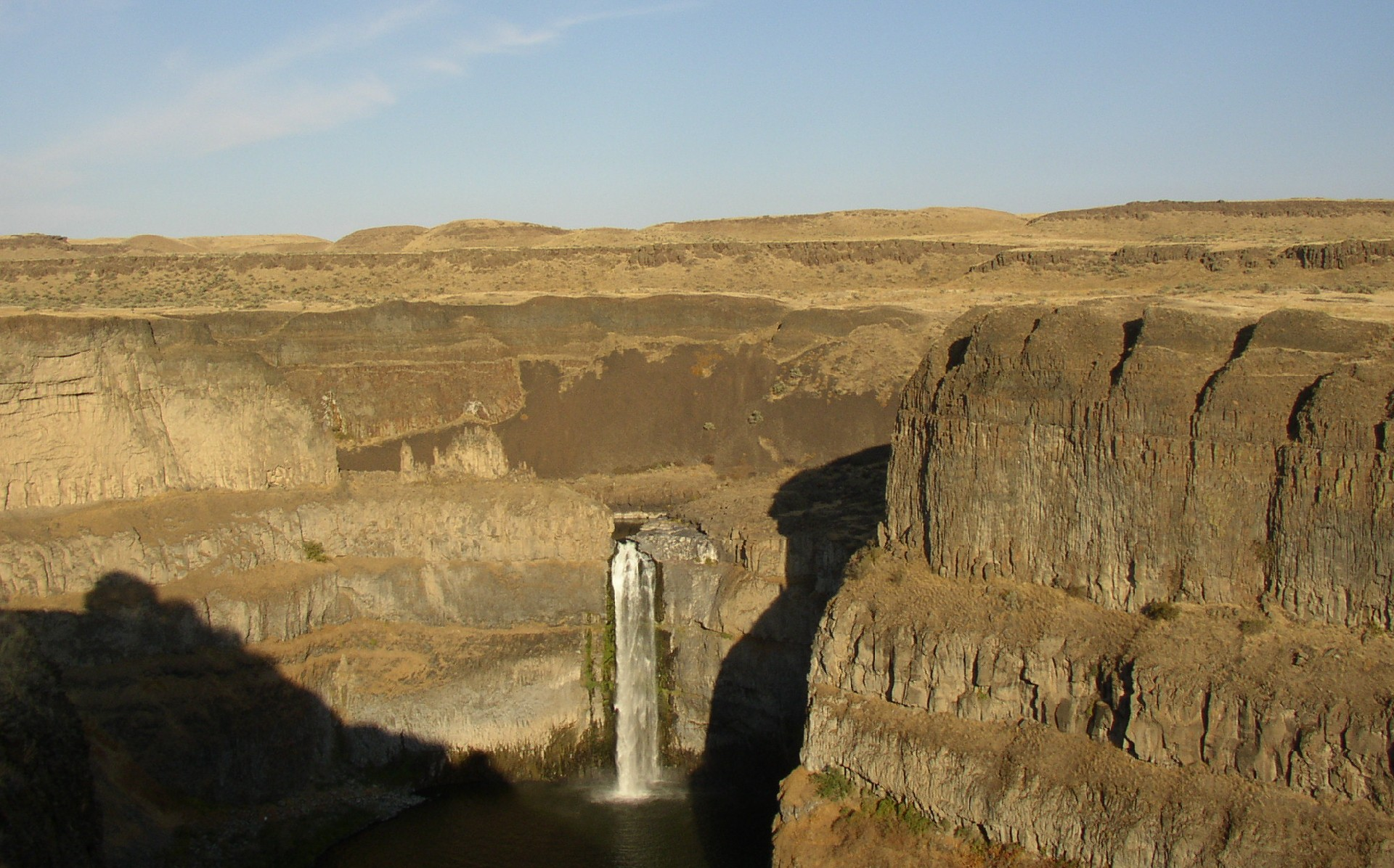
Die Palouse Falls am Palouse River (2006)

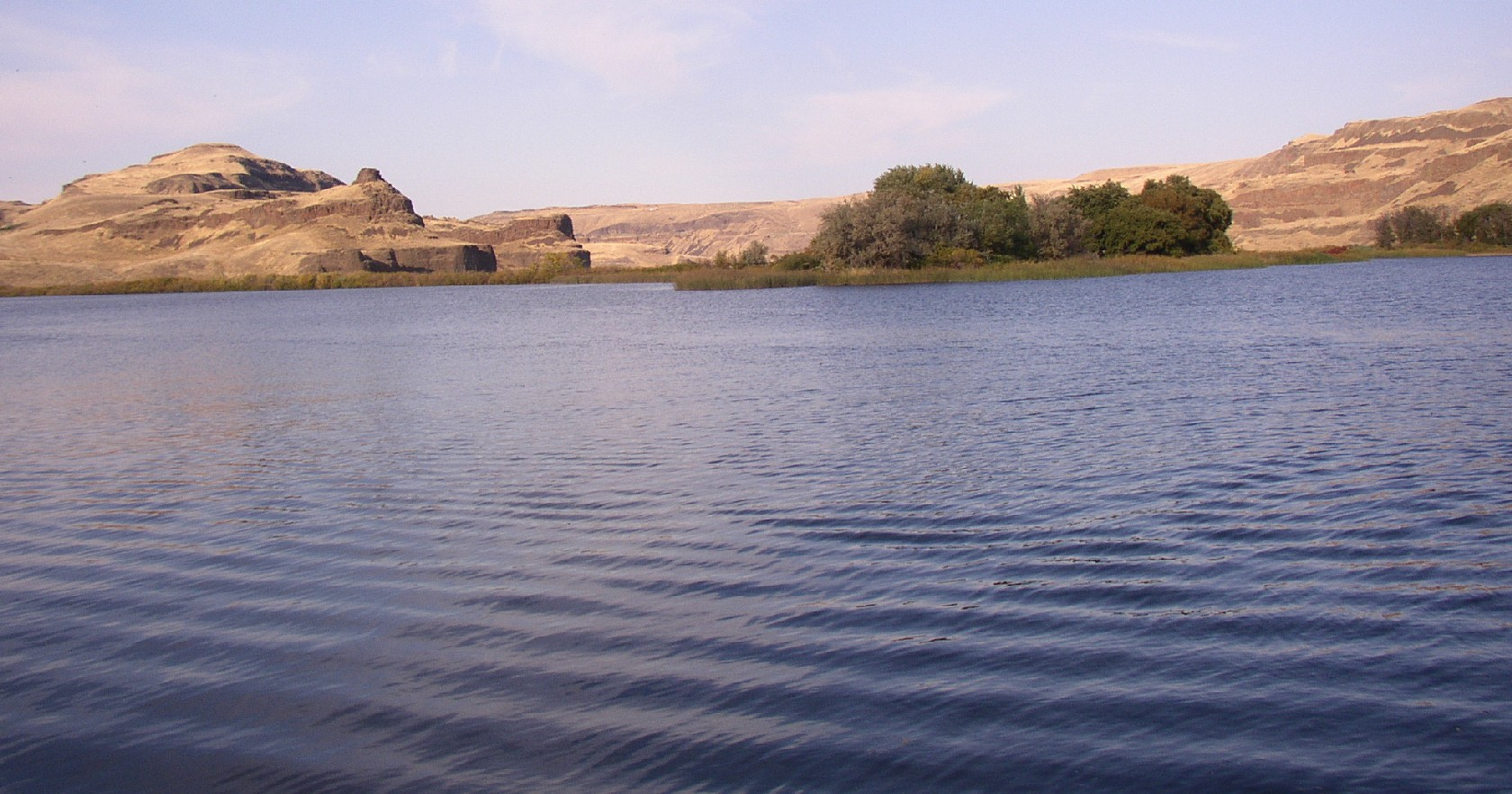
Der Palouse River an der Mündung in den Snake River bei Lyon’s Ferry in der Nähe von Starbuck, Blick nach Norden (2006)

Der Palouse River fließt vom nördlichen zentralen Idaho in das südöstliche Washington durch die Palouse-Region, die nach dem Fluss benannt ist.
Der Fluss entspringt in Idaho im nordöstlichen Latah County in den Hoodoo Mountains im St. Joe National Forest. Er fließt westwärts nahe dem Idaho State Highway 6, während er sich der Grenze der Bundesstaaten nähert. In Washington fließt der Fluss im Whitman County nach Palouse und danach nach Colfax, wo er sich mit seinem South Fork vereinigt, welcher an den südlichen Hängen des Moscow Mountain in der Palouse Range entspringt und südlich nach Moscow und westwärts nach Pullman fließt. (Der Paradise Creek verläuft parallel zum South Fork, fließt durch Moscow nach Pullman und wird vom Bill Chipman Palouse Trail und der Washington State Route 270 begleitet.)
Von Colfax aus mäandert der Fluss westwärts und mündet in den unteren Snake River südwestlich von Hooper (Washington), stürzt jedoch vorher über die Palouse Falls. Der Palouse River mündet in den Snake River unterhalb des Little Goose Dam und oberhalb des Lower Monumental Dam.

## Einzugsgebiet und Abfluss
Das Einzugsgebiet des Palouse Riverumfasst etwa 8550 km². Sein durchschnittlicher jährlicher Abfluss am Pegel 13351000 der USGS bei Hooper am Flusskilometer 31,5 beträgt 17 m³/ s und das Maximum 948,6 m³/ s. Im Minimum fließt überhaupt kein Wasser durch den Fluss.

## Geologie
Die Missoula-Fluten überschwemmten das heutige Ost-Washington periodisch und gruben während des Pleistozäns den Palouse River Canyon, welcher an einigen Stellen bis zu 1.000 ft (ca. 300 m) tief ist.
Der prähistorische Palouse River floss durch die heute trockene Washtucna Coulee direkt in den Columbia River. Der heutige Canyon wurde geschaffen, als die Missoula-Fluten die nördliche Wasserscheide des prähistorischen Palouse River überwanden und ihn in seinen heutigen Verlauf zum Snake River lenkten, indem sie ein neues, tieferes Flussbett gruben.
Das Gebiet ist durch miteinander verbundene und herabhängende Flussterrassen, Katarakte, Gumpen, Kolke, Felsbänke, Spitzkuppen und Felsnadeln, die für Ödländer typisch sind, charakterisiert.